# Sesto senso (Gianni Bismark)
Sesto senso è il primo album in studio del rapper italiano Gianni Bismark, pubblicato il 20 dicembre 2016.

## Tracce
1. Guardami
2. Me stai sur cazzo
3. Cry Baby
4. Tutti muti
5. Sogni
6. Zara
7. Mentre invecchio
8. Per sempre vero
9. Te rincontro
10. Sesto senso
11. È tutto vero
12. Amor
13. Lucifero
14. Sotto al 7
15. Sennò me moro
16. Mille pensieri